# Cochoa
Genre
Cochoa est un genre d’oiseau de la famille des Turdidae.

## Liste d'espèces
Selon la classification de référence du Congrès ornithologique international (version 2.11, 2012), Catalogue of Life (22 avr. 2012) et ITIS (22 avr. 2012) :
- Cochoa azurea (Temminck, 1824)
- Cochoa beccarii Salvadori, 1879
- Cochoa purpurea Hodgson, 1836
- Cochoa viridis Hodgson, 1836